# 北鲍尔斯顿斯帕
北鲍尔斯顿斯帕（英語：North Ballston Spa）是位於美國紐約州薩拉托加縣的普查規定居民點。

## 人口
根據2020年美國人口普查的數據，北鲍尔斯顿斯帕的面積為2.26平方千米，當中陸地面積為2.25平方千米，而水域面積為0.01平方千米。當地共有人口1376人，而人口密度為每平方千米608.85人。